# Маркоренго (Торино)
Маркоренго је насеље у Италији у округу Торино, региону Пијемонт.
Према процени из 2011. у насељу је живело 97 становника. Насеље се налази на надморској висини од 308 м.